# سرواژه
سرواژه یا سرنام یا آکرونیم (به انگلیسی: Acronym)، صورتِ کوتاه‌شدهٔ یک عبارت است و معمولاً آن را از حروف اولِ یک واژه یا عبارت می‌سازند.

## تفاوت سرواژه و سرنام
«سرنام» و «سرواژه» هر دو از انواع کوته‌نوشت هستند. تفاوت آن‌ها در این است که در سرواژه، حروف به‌صورت جداجدا تلفظ می‌شود (مانند بی‌بی‌سی، اف‌بی‌آی و بی‌آرتی)؛ ولی در «سرنام»، حروف به‌صورت یک کلمهٔ تکی تلفظ می‌شود و یک واژهٔ جدید   را تشکیل می‌دهد؛ مانند: 
- ناجا: نیروی انتظامی جمهوری اسلامی ایران
- هما: هواپیمایی ملی ایران
- نزاجا: نیروی زمینی ارتش جمهوری اسلامی ایران
- ناسا (NASA): سازمان ملی هوانوردی و فضایی ایالات متحدهٔ آمریکا (National Aeronautics and Space Administration)
- ساواک: سازمان اطلاعات و امنیت کشور
- سمپاد: سازمان ملی پرورش استعدادهای درخشان